# Parson Capen House
Als Parson Capen House (deutsch Pfarrer-Capen-Haus) ist seit 1966 das ehemalige Wohngebäude des Pfarrers Joseph Capen im National Register of Historic Places mit dem Status einer National Historic Landmark eingetragen. Seit 1976 ist es zugleich Contributing Property zum Topsfield Town Common District. Es befindet sich in Topsfield im Bundesstaat Massachusetts der Vereinigten Staaten und ist heute als Museum zugänglich. Das 1683 errichtete Gebäude ist eines der ältesten noch erhaltenen Wohnhäuser der Vereinigten Staaten.

## Architektur
Das zweieinhalbstöckige Gebäude wurde 1683 auf einem Fundament aus Feldsteinen vollständig aus Eichenholz errichtet und besitzt ein Giebeldach. Das zweite Stockwerk ragt an der Vorderseite deutlich über das Erdgeschoss hinaus. Der heutige Zustand des Gebäudes entspricht dem Ergebnis einer umfassenden Restaurierung im Jahr 1913.

## Historische Bedeutung
Das Gebäude ist ein bedeutendes und bestmöglich erhaltenes Zeugnis eines Wohngebäudes im Neuengland des 17. Jahrhunderts. Es befindet sich immer noch an seinem ursprünglichen Standort und ist dahingehend einzigartig, dass das Datum der Errichtung des Holzrahmens (18. Juni 1683) in diesen sichtbar eingeschnitzt wurde. Der Standort direkt neben dem Gemeindezentrum verdeutlicht die hervorgehobene Stellung des Pfarrers in der Gemeinde, während die Schlichtheit und Austerität des Bauwerks das einfache Leben der Pioniere Neuenglands veranschaulicht.
Ein Teil der Inneneinrichtung ist als Kopie im Amerika-Flügel des Metropolitan Museum of Art ausgestellt.